# Tucson Open 1980
Il Tucson Open 1980 è stato un torneo femminile di tennis giocato sul sintetico indoor. È stata la 4ª edizione del torneo, che fa parte del WTA Tour 1980. Si è giocato a Tucson negli USA, dal 15 al 21 dicembre 1980.

## Campionesse

### Singolare
Tracy Austin ha battuto in finale  Peanut Louie con il punteggio di 6–2, 6–0

### Doppio
Leslie Allen /  Barbara Potter hanno battuto in finale  Mary Lou Daniels /  Wendy White con il punteggio di 7–6, 6–0